# ارباز
اوروبازوس سفیر مهرداد دوم پادشاه اشکانی بود که با دادرس رومی لوسیوس کورنلیوس سولا ارتباط برقرار گرفت. این اولین ملاقات یک مقام اشکانی و رومی بود. نتایج این دیدار روشن نیست، اما عموماً معلوم است که در این ملاقات، سولا بین سفیر اشکانی و آریوبرزن اول کاپادوکیه ، پادشاه کاپادوکیه ، نشسته بود. این مرکزیت به عنوان مقر افتخار در نظر گرفته می شد و به همین دلیل پادشاه اشکانی اوروباز را به دلیل اینکه به یک قاضی رومی اجازه داد با فرستاده اشکانی متکبرانه رفتار کند، به قتل رساند.

## لینک های خارجی
- زندگی سولا توسط پلوتارک